# Drapeau de la Tchouvachie
Le drapeau de la Tchouvachie (en russe : флаг Чувашии, flag Tchouvachii, en tchouvache : Чӑваш Ен ялавĕ, Čăvaš En jalavĕ) est l’un des symboles de la Tchouvachie, l’une des républiques de Russie. Il a été adopté en 1992.

## Description
La loi tchouvache relative aux symboles nationaux de la République tchouvache définit le drapeau ainsi :

« Le drapeau national de la République tchouvache est de forme rectangulaire et ses côtés ont un rapport de 5:8. Il est constitué de parties jaune (en haut) et pourpre (en bas), et au milieu du drapeau se trouvent d’anciens emblèmes tchouvaches pourpres : “l’Arbre de la Vie” et “Trois Soleils”. »

## Histoire

### 1918
Lors du Congrès national pantchouvache du 20 au 28 juin 1917 dans la ville de Simbirsk, des résolutions et des vœux ont été adoptés pour les députés de la future Assemblée constituante à Petrograd. Y compris sur les symboles de l'état futur :
Afin d'unir les Tchouvaches, le Congrès juge nécessaire de commencer immédiatement à créer un drapeau national et un insigne (armoiries) de la société tchouvache. Le drapeau d'une part devrait être la couleur la plus appréciée des Tchouvaches dans l'Antiquité et la plus courante à l'heure actuelle, avec des dessins et des motifs nationaux. L'autre face du drapeau, en couleurs et en dessins, doit exprimer l'idée du début d'une ère de liberté nationale pour les Tchouvaches, le début d'une association culturelle et nationale et leur renouveau. Le drapeau doit être si simple dans sa conception qu'il peut être fabriqué et peint par des paysannes tchouvaches. L'insigne doit porter les initiales CHNO (Société nationale tchouvache). Le congrès charge le conseil d'administration de la Société nationale tchouvache de former une commission spéciale d'artistes tchouvaches et de personnes connaissant bien l'esprit national des Tchouvaches, qui, après une étude approfondie des goûts nationaux et des caractéristiques des Tchouvaches, proposera un projet de drapeau et un insigne
Le 17 janvier 1918, lors de la réunion du matin du congrès, un député du district de Chistopol de la province de Kazan, V. N. Abramov-Irevli, a soulevé la question de la nécessité de discuter de l'adoption du drapeau national. Une commission spéciale a été formée, dirigée par le président du congrès, D. P. Petrov-Yuman. Plusieurs options pour le drapeau ont été discutées et ils ont opté pour un projet préparé par I.S. Maksimov-Koshkinsky, P.A. Fedorov et Vasiliev, dont le développement a pris en compte les souhaits du Congrès de Simbirsk. Selon le projet, le drapeau consistait en un panneau de deux couleurs - vert et blanc (avec une teinte jaunâtre) avec des motifs nationaux. La commission s'est prononcée sur le fait de placer l'image du soleil dans le coin vert. Le mât du drapeau était de la couleur du bois de chêne. I. S. Maksimov-Koshkinsky a été chargé de rédiger le projet final du drapeau et de le présenter au congrès. Malheureusement, les documents ne contiennent pas d'image du drapeau et de données sur ses proportions de couleurs. Le 24 janvier 1918, lors du 1er congrès militaire panrusse tchouvache, après une courte discussion, le projet fut officiellement approuvé comme drapeau national du peuple tchouvache. Ce drapeau a été utilisé comme bannière du 1er régiment national tchouvache, qui a été créé en même temps, seul le nom du régiment y était en outre écrit en rouge

### 1990
Le 19 octobre 1990, le mot "autonome" a été supprimé du nom de la république et le 24 octobre, un nouveau nom a été créé - la République tchouvache. En octobre 1990, le Conseil suprême de Tchouvachie a annoncé la proclamation de la souveraineté de la république.
Bientôt, un concours a été annoncé pour le développement de nouveaux symboles nationaux, mais avant même l'annonce du concours, la commission a reçu plus de 100 projets.
Après une longue sélection en avril 1992, les armoiries et le drapeau créés par l'artiste populaire de la République tchouvache E. M. Yuryev ont été adoptés.
Le 29 avril 1992, le décret du Conseil suprême a approuvé le règlement sur le drapeau de la République tchouvache. Le nouveau pavillon est décrit en détail à l'article 2 du présent règlement. Parallèlement, des modifications ont été apportées aux articles pertinents de la Constitution. Dans le même temps, l'absence de normes juridiques fixant le statut juridique des symboles d'État, l'organisation du contrôle du respect de la législation dans ce domaine, ont empêché la pleine utilisation des principaux attributs de la qualité d'État. Cette circonstance a prédéterminé l'adoption le 14 juillet 1997 de la loi de la République tchouvache "Sur les symboles d'État de la République tchouvache" - le premier et pendant longtemps le seul acte législatif en Russie dans ce domaine juridique spécifique.

## Anciens drapeaux

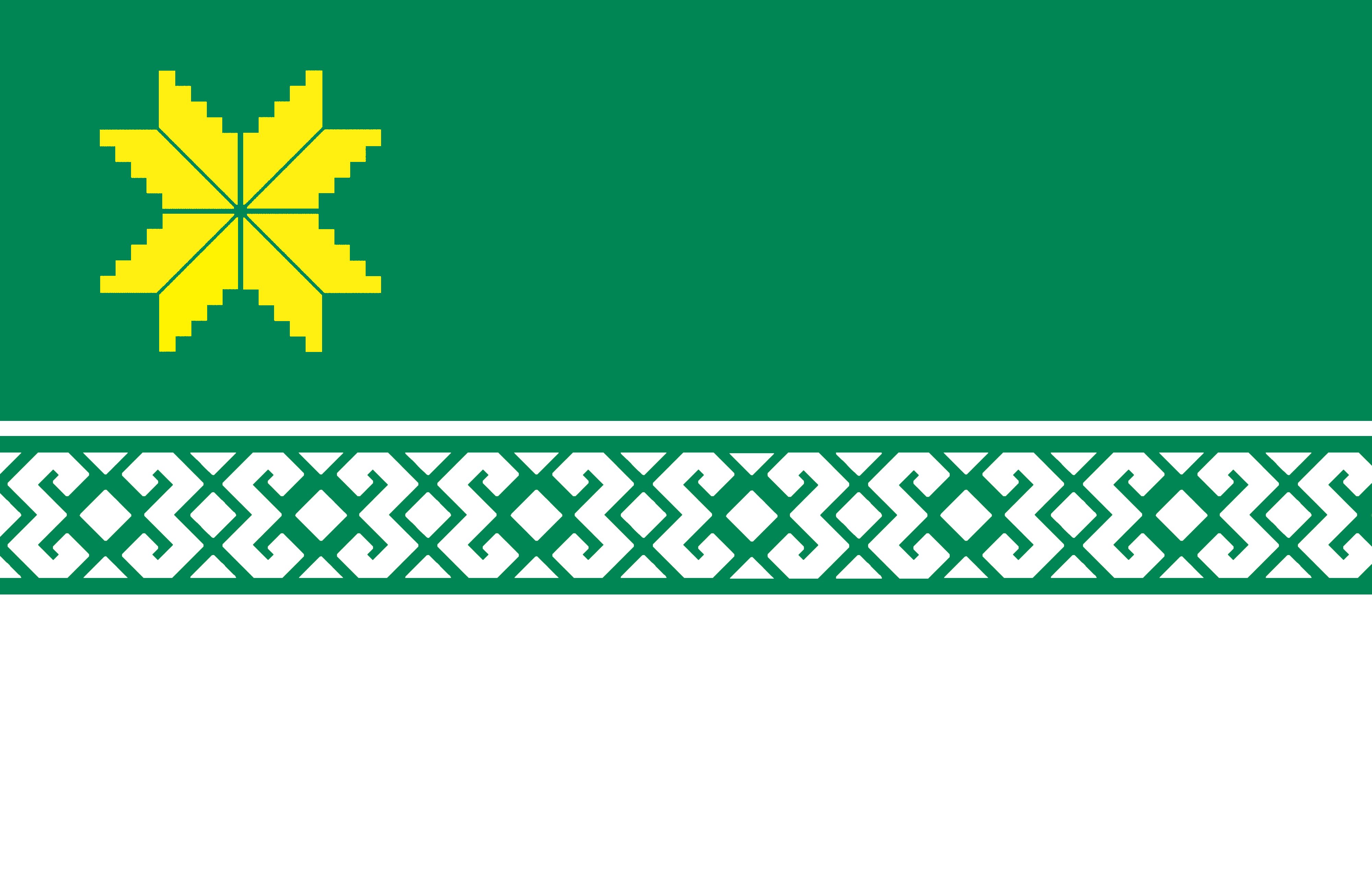
drapeau de la République tchouvache 1918
Drapeau de la RSSA tchouvache